# Ca l'Estret (la Pedra)
Ca l'Estret és una masia del poble de la Pedra, al municipi de la Coma i la Pedra, a la Vall de Lord (Solsonès), a la capçalera del riu Mosoll (Vall de Lord) indret dit, també, Valls de la Pedra.